# Robbert te Loeke
Robbert te Loeke (* 1. Dezember 1988 in Arnheim) ist ein niederländischer Fußballtorhüter, der gegenwärtig als zweiter Torwart beim niederländischen Erstligisten SC Cambuur-Leeuwarden fungiert.
Zuvor war er bereits als Ersatztorhüter in seiner Heimat beim FC Utrecht tätig gewesen (bis 2007), anschließend stand er ein Jahr bei der zweiten Mannschaft Werder Bremens in Deutschland unter Vertrag, um dann im August 2008 einen Vertrag bei seinem jetzigen Arbeitgeber zu unterschreiben. Dort ist er die Nr. 2 hinter Marco Bizot, kam aber im Spiel am 21. Oktober 2011 (10. Spieltag) gegen FC Oss zu seinem ersten Ligaeinsatz. Das Spiel endete 4:2 für Cambuur.